# Guadalcázar (Argentine)
Pour les articles homonymes, voir Guadalcázar.
Guadalcázar est une localité argentine située dans le département de Bermejo, province de Formosa. Elle est située à environ 1 732 km de la route nationale 86,.